# Iliwerung
Iliwerung (Indonesisch: Gunung Iliwerung) is een complexe vulkaan op het Indonesische eiland Lomblen in de provincie Oost-Nusa Tenggara.